# Loewia adjuncta
Loewia adjuncta är en tvåvingeart som beskrevs av Herting 1971. Loewia adjuncta ingår i släktet Loewia och familjen parasitflugor. Inga underarter finns listade i Catalogue of Life.